# Хаберль, Франц Ксавер
Франц Ксавер Хаберль (нем. Franz Xaver Haberl; 12 апреля 1840, Маллерсдорф-Пфаффенберг, Нижняя Бавария или Oberellenbach (Mallersdorf-Pfaffenberg), Нижняя Бавария — 5 сентября 1910, Регенсбург, Бавария) — немецкий музыковед, специалист по церковной музыке.

## Биография
Родился 12 апреля 1840 года в семье учителя в Оберелленбахе (Нижняя Бавария). Он посещал епископальную семинарию для мальчиков в Пассау, затем изучал богословие в Мюнхене и 12 августа 1862 года был рукоположён в католические священники. Учился у Карла Прошке, после смерти последнего завершил в 1862 году издание четвёртого тома подготовленного Прошке собрания старинной духовной музыки «Musica Divina». В 1862—1867 годах был соборным капельмейстером и инспектором музыки при семинарии в Пассау.
В 1867—1870 годах был органистом церкви S. Maria dell’Anima в Риме, в 1871—1782 годах — соборным капельмейстером (руководителем хора в кафедральном соборе. В Регенсбурге в 1874 году он основал Высшую школу церковной музыки. В 1879 году основал ассоциацию «Палестрина». 
Пользовался своим неоднократным пребыванием в Италии для обширных литературных и библиографических изысканий в области средневековой церковной музыки. В 1864 году опубликовал пособие «Magister choralis» (теоретически-практическое руководство к пониманию и воспроизведению подлинно-римского хорального пения), которое стало одним из самых популярных в области практического освоения григорианского пения в тогдашней Европе. Труд Хаберля многократно переиздавался (репринты и новые авторские редакции; последнее, 12-е издание вышло в 1900 году), был переведён на итальянский, французский, английский, испанский, польский и венгерский языки. В 1868 году Хаберль опубликовал издание григорианских хоралов, признанное Ватиканом как каноническое. 
Основал и возглавил Общество Святой Цецилии — организацию, ставившую своей задачей вернуть в обрядовую практику католической церкви музыку XVI века, заместив ею позднейшую церковную музыку, отмеченную светским, концертным влиянием; издавал в 1876—1885 годах «Cäcilienkalender», выросший в 1886—1900 годы — в «Церковно-музыкальный ежегодник» («Kirchenmusikalisches Jahrbuch»), содержавший исследования по истории музыки. 
Работал над фундаментальными изданиями сочинений Джованни Палестрины (в 33 томах, завершено в 1908 году) и Орландо ди Лассо (не окончено). Редактировал журнал Musica Sacra и газету «Листки церковной музыки» (нем. Fliegende Blätter für Kirchenmusik).
В 1889 году Вюрцбургский университет возвел Хаберля в степень доктора теологии Honoris causa; он также состоял почётным членом многих ученых обществ — немецких и заграничных. 
Умер в Регенсбурге 5 сентября 1910 года.
Наиболее значительным учеником и продолжателем Хаберля был Лоренцо Перози.

## Сочинения
- Magister choralis. Theoretisch-praktische Anweisung zum Gregorianischen Kirchengesange nach den Grundsätzen des Enchiridion chorale und Organum von J. G. Mettenleiter für Geistliche, Organisten, Seminarien und Cantoren, bearbeitet von F. X. Haberl. Regensburg, 1864; 12te vermehrte und verbesserte Auflage. Regensburg, 1900.